# Actors Studio

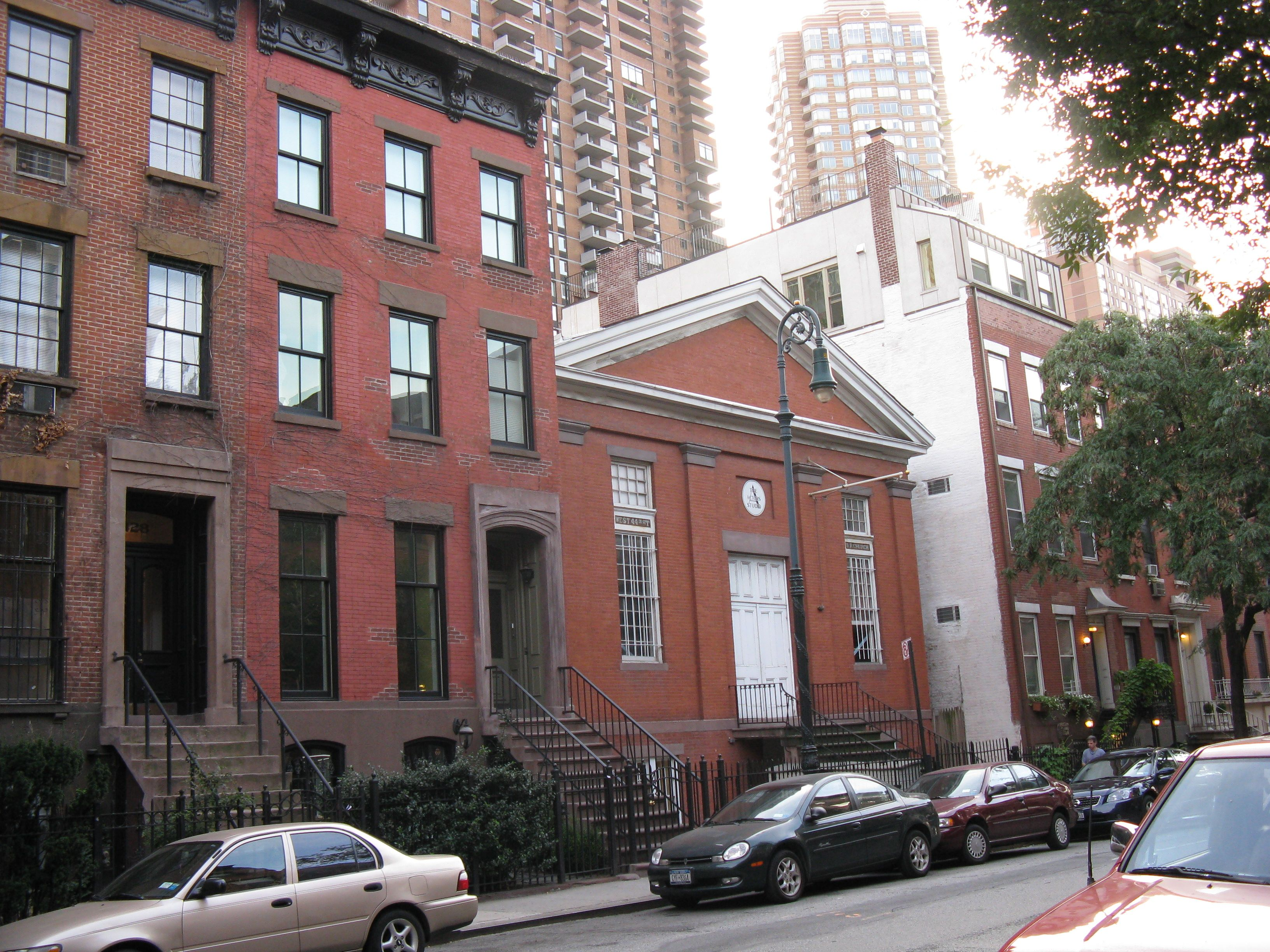
Actors Studio em Manhattan Plaza.

O Actors Studio é uma associação de atores profissionais, diretores de teatro e roteiristas situada em Manhattan, na cidade de Nova Iorque. Fundado em 1947 por Elia Kazan, Cheryl Crawford e Robert Lewis, o Studio é conhecido por seu trabalho de ensino e refinamento da arte de representação, conseguido através de uma técnica conhecida como "o método", desenvolvida nos anos 30 pelos artistas ligados ao Group Theater, baseado em leituras particulares das proposições do Konstantin Stanislavski.
"O método", iniciado na década de 1930 ficou largamente conhecido e respeitado através do trabalho de Lee Strasberg, na direção artística do Actors Studio a partir dos anos 1950, recebendo reconhecimento mundial pela qualidade inovadora de sua técnica, de completa submersão no personagem.
Os estudantes do Actors Studio tem a oportunidade de desenvolver conjuntamente suas competências e habilidades cénicas num ambiente experimental, onde podem correr todos os riscos na criação de seus personagens sem a pressão dos papéis comerciais.
Em 1955 mudou-se para sua atual localização funcionando no prédio da antiga igreja presbiteriana Seventh Associate, construída em 1859.

## A escola de atores do Actors Studio
Em setembro de 1994 até maio de 2005, o Studio colaborou com a The New School na organização de seu mestrado em teatro na Actors Studio Drama School (ASDS). Depois de meses de negociação, o presidente da New School, Bob Kerrey, decidiu não renovar o contrato e selecionou Robert LuPone para organizar um novo programa, chamado New School for Drama, terminando dez anos de colaboração com o Studio. Desde 2006 o Actors Studio oferece um programa de três anos Master of Fine Arts (MFA) através da Pace University.
O programa de televisão Inside the Actors Studio foi ao ar a primeira vez em 1994  na rede a cabo Bravo. É apresentado por James Lipton, diretor emérito da Actors Studio Drama School. O programa é formado com entrevistas com atores e artistas de renome internacional, alguns que foram membros do 'Studio. No outono de 2005, em seu décimo segundo ano de apresentação, o programa iniciou a ser gravado no Michael Schimmel Center for the Arts na Pace University em seu campus de Nova York.

## Famosos ex-alunos do Actors Studio
| - Al Pacino - Allan Miller - Andy Garcia - Anne Bancroft - Anne Jackson - Barbara Bain - Bradley Cooper - Brandon Lee - Bruce Dern - Bruno Kirby - Carmen Argenziano - Carroll Baker - Chazz Palminteri - Christopher Walken - Cloris Leachman - Darren McGavin - David Groh - Diane Ladd | - Terence Hill - Dustin Hoffman - Edward Albee - Eli Wallach - Ellen Barkin - Ellen Burstyn - Eric Stoltz - Estelle Parsons - Eva Marie Saint - Gene Hackman - Gene Saks - Gene Wilder - George Peppard - Gerald S. O'Loughlin - Geraldine Page - Ginette Reno | - Harvey Keitel - Hayden Christensen - Jack Lord - Jack Nicholson - James Baldwin - James Dean - James Gandolfini - Jane Fonda - Jerry Orbach - Joanne Woodward - Joe Don Baker - Johnny Depp - Julia Roberts - Julianne Moore - Karl Malden - Kim Hunter - Kim Stanley - Lance Henriksen | - Lee J. Cobb - Marilyn Monroe - Marlon Brando - Marco Mariotto - Matthew Broderick - Maureen Stapleton - Michael J. Pollard - Mickey Rourke - Montgomery Clift - Nandita Chandra - Norman Mailer - Nicolas Cage - P. J. Soles - Pat Hingle - Paul Newman - Rip Torn | - Robert De Niro - Robert Ginty - Rod Steiger - Sally Field - Salome Jens - Shelley Winters - Sidney Poitier - Sissy Spacek - Steve McQueen - Steven Hill - Susan Strasberg - Tennessee Williams - Terrence McNally - Tracy Pollan - Will Patton - Willem Dafoe |